# حصار القسطنطينية (717-718)
الحصار الإسلامي الثاني للقسطنطينية في 717-718 (98-100)هـ) كان الهجوم برا وبحرا جنبا إلى جنب من قبل المسلمين من الدولة الأموية ضد عاصمة الإمبراطورية البيزنطية، القسطنطينية. وتمثل هذه الحملة تتويجا لعشرين عاما من الفتوحات الإسلامية للأراضي الحدودية البيزنطية، في حين كانت قوة الدولة البيزنطية قد أنهكت بسبب الاضطراب الداخلي الذي طال أمده. في 716، بعد سنوات من التحضير، فإن المسلمين، بقيادة مسلمة بن عبد الملك، قاموا بغزو آسيا الصغرى البيزنطية.كان المسلمون يأملون في البداية إستغلال الحرب الأهلية البيزنطية وجعلها قضية مشتركة مع القائد ليو الثالث الإيساوري، الذي كان قد ثار ضد الإمبراطور ثيودوسيوس الثالث، ليو مع ذلك، قد غرر بهم وقام بتأمين العرش البيزنطي لنفسه.
بعد فصل الشتاء في الأراضي الساحلية الغربية من آسيا الصغرى، عبر الجيش الإسلامي إلى تراقيا في أوائل الصيف 717 وفرض حصارا للمدينة، التي كانت محمية من قبل أسوار القسطنطينية الضخمة، الأسطول العربي الذي رافق القوات البرية وكان من المفترض أن يكمل الحصار على المدينة عن طريق البحر، وقامت البحرية البيزنطية بتحييده بعد وقت قصير من وصوله باستخدام سلاح النار الاغريقية. وهذا ما سمح للقسطنطينية أن تتلقى الامدادات عن طريق البحر، في حين كان الجيش الإسلامي قد تمت إعاقته من جراء المجاعة والمرض خلال فصل شتاء صعب على غير العادة التي أعقبت ذلك. في ربيع 718، تم تدمير اثنين من الأساطيل الإسلامية التي ارسلت كتعزيزات من قبل البيزنطيين بعد أن انشقت طواقمها المسيحية، وأرسل جيشا إضافيا برا عن طريق آسيا الصغرى ولكنه تعرض لكمين وهزم. بالإضافة إلى هجمات من قبل البلغار في العمق، حيث أجبر المسلمين علي رفع الحصار في 15 أغسطس 718. وفي رحلة عودتها كان الأسطول العربي قد دمر بالكامل تقريبا من جراء الكوارث الطبيعية والهجمات البيزنطية.
فشل الحصار كان له تداعيات واسعة النطاق. إنقاذ القسطنطينية كان ضمان لاستمرار بقاء بيزنطة، في حين تم تغيير النظرة الاستراتيجية للخلافة: على الرغم من أن هجمات منتظمة على الأراضي البيزنطية تواصلت، تم التخلي عن الهدف من الغزو السافر. ويعتبر المؤرخون الحصار هو واحدا من أهم المعارك في التاريخ، كما أرجأ فشله تقدم المسلمين إلى جنوب شرق أوروبا لعدة قرون.

## البداية
بعد فشل المحاولة الأولى لفتح القسطنطينية عام 54-60 هـ (674-679 م)، حاول الخليفة سليمان بن عبد الملك أن يرسل العساكر إلى القسطنطينية، فاشار عليه موسى بن نصير بان يفتح ما دونها من المدن والرساتيق والحصون، حتى يبلغ المدينة فلا ياتيها إلا وقد هدمت حصونها ووهنت قوتها، فاذا فعلت ذلك لم يبق بينك وبينها مانع، فيعطوا بأيديهم ويسلموا لك البلد، ثم استشار اخاه مسلمة فاشار عليه بان يدع ما دونها من البلاد ويفتحها عنوة، فمتى ما فتحت فان باقي ما دونها من البلاد والحصون بيدك، فقال سليمان: هذا هو الراي ثم أخذ في تجهيز الجيوش من الشام والجزيرة السورية والموصل نحواً من مائة وعشرين ألف مقاتل، وبعث من أهل مصر وأفريقية ألف مركب في البحر عليهم عمر بن هبيرة، وعلى الناس كلهم اخوه مسلمة، ومعه ابنه داود بن سليمان بن عبد الملك في جماعة من أهل بيته، وذلك كله عن مشورة موسى بن نصير.
ثم سار سليمان حتى نزل مرج دابق قرب حلب، فاجتمع إليه الناس أيضا من المتطوعة، فاجتمع له جند عظيم لم ير مثله، ثم أمر مسلمة ان يرحل بالجيوش واخذ معه اليون الرومي المرعشي، ثم ساروا حتى نزلوا على القسطنطينية، فحاصرها إلى أن برح بهم وعرض اهلها الجزية على مسلمة فابى إلا أن يفتحها عنوة، قالوا: فابعث الينا إليون نشاوره، فارسله إليهم، فقالوا له: رد هذه العساكر عنا ونحن نعطيك ونملكك علينا، فرجع إلى مسلمة، فقال: قد اجابوا إلى فتحها غير انهم لا يفتحونها حتى تتنحى عنهم، فقال مسلمة: اني اخشى غدرك، فحلف له ان يدفع إليه مفاتيحها وما فيها، فلما تنحى عنهم اخذوا في ترميم ما تهدم من اسوارها واستعدوا للحصار.

## الحصار

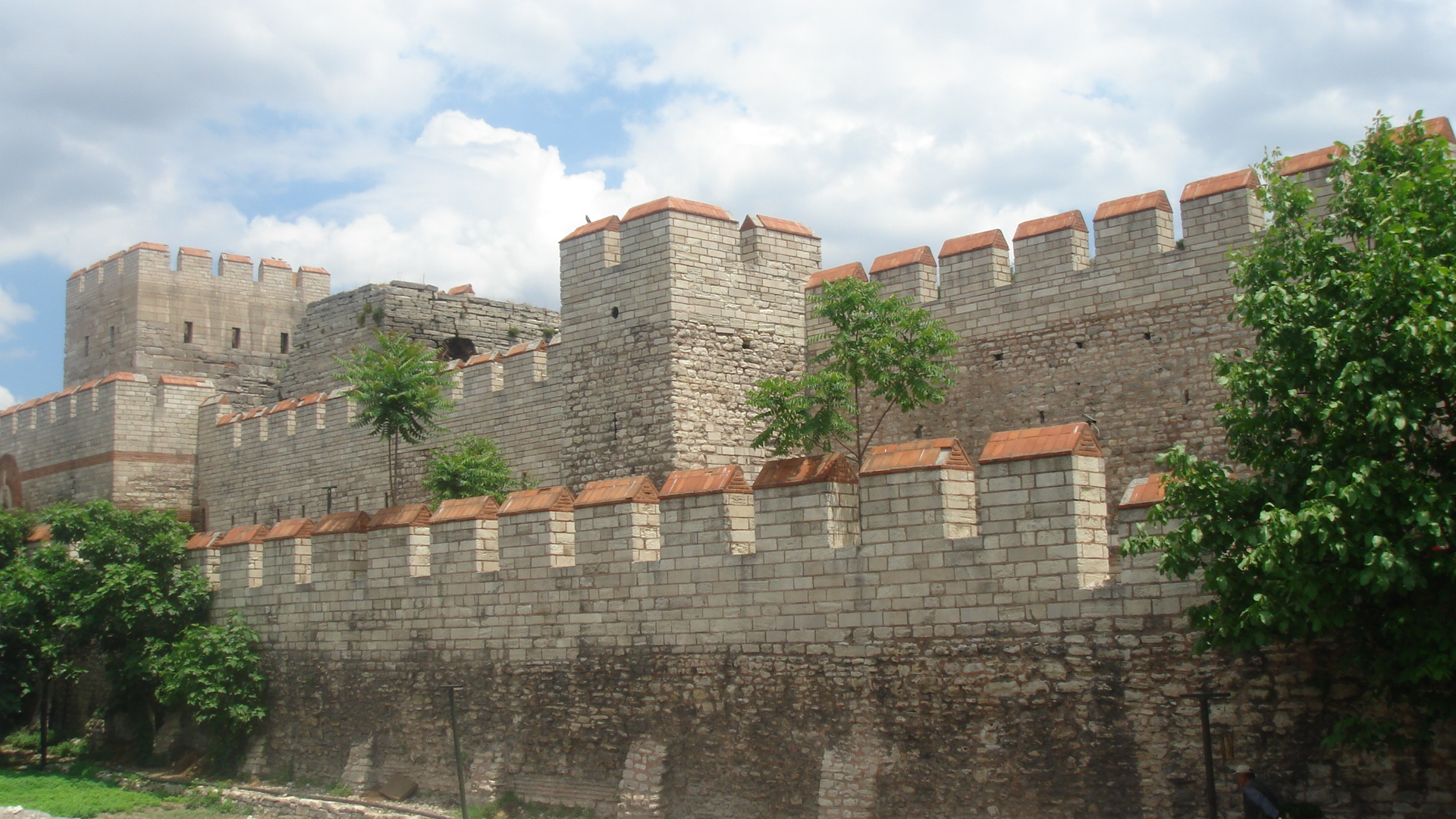
الأسوار الرومانية الثلاثية المعززة بالأبراج لحماية القسطنطينية من الجانب البرى لأراضيها

في أوائل الصيف، أمر مسلمة أسطوله للانضمام إليه ومع جيشه عبر الدردنيل (الدردنيل) في أبيدوس إلى تراقيا. بدأ العرب مسيرتهم إلى القسطنطينية، مدمرين الريف بشكل كامل، ويجمعون الإمدادات، واحتلال المدن التي تصادفهم. في منتصف شهر يوليو أو منتصف أغسطس، a[›] وصل الجيش العربي إلى القسطنطينية وعزلها تماما من خلال فرض حصار من جدار مزدوج من الحجر، واحدا يواجه المدينة وواحد يواجه الريف التراقي، مع معسكرهم الذي يستقر بينهما. ووفقا للمصادر العربية، في هذه المرحلة عرض ليو تقديم فدية للمدينة عن طريق دفع عملة ذهبية لكل فرد، ولكن مسلمة أجاب أنه لا يمكن أن يكون هناك سلام مع المهزوم، وأن الحامية العربية القسطنطينية كان قد تم اختيارها.
وصل الاسطول العربي تحت قيادة سليمان (كثيرا ما يخلط مع الخليفة نفسه في مصادر العصور الوسطى) في 1 سبتمبر، يرسو في البداية بالقرب من باكيركوى هو حي، في بلدية (belediye) وهي منطقة على الجانب الأوروبي من إسطنبول، تركيا. بعد ذلك بيومين، أبحر سليمان بأسطوله في مضيق البوسفور وبدأت أسراب مختلفة ترسو حول الضواحي الأوروبية والآسيوية للمدينة: جزء واحد أبحر جنوب خلقدون إلى موانئ Eutropius وAnthemios لمراقبة المدخل الجنوبي لمضيق البوسفور، بينما أبحر بقية الأسطول داخل المضيق، مرت بالقسطنطينية ورست على السواحل بين غلطة (إسطنبول) وكيليديون، وقطعت اتصالات العاصمة البيزنطية مع البحر الأسود. ولكن كما قام الأسطول العربي، بتغطية عشرين من السفن الثقيلة مع 2000 من مشاة البحرية، كان يمر في المدينة، توقف بسبب الرياح جنوبية ثم عكس اتجاهه، ثم إنجرف نحو أسوار المدينة، حيث هاجمه سرب بيزنطي النار الإغريقية. ذكر ثيوفانيس أن بعض السفن تحطمت إلى في حين أن سفنا أخرى إحترقت ومنها قد أبحرت أسفل إلى جزر الأمراء من Oxeia، ومعناها «جزيرة شارب» باللغة التركية (وضواحى يسيدا.. في نفس الليلة، وضع ليو في حاجز ملاحى أو سلسلة بين المدينة وغلطة، وأغلق مدخل القرن الذهبي. أصبح الأسطول العربي متردد في الدخول إلى المياة البيزنطية، وانسحب إلى ملاذ آمن من سوسينيس شمالا على الشاطئ الأوروبي من مضيق البوسفور.

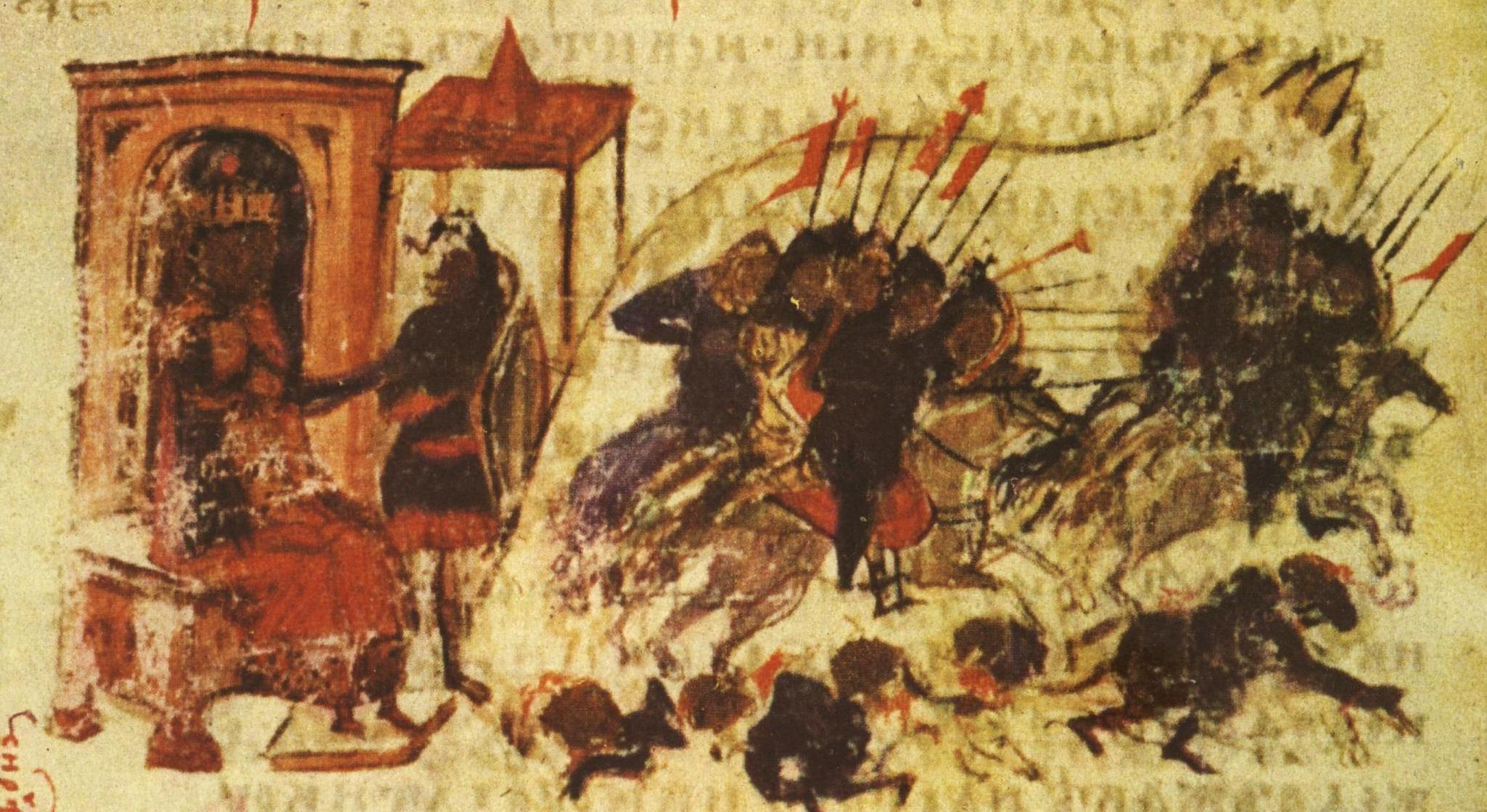
والثانية حصار العربية القسطنطينية، كما هو مبين في القرن ال14، البلغارية تسلسل زمني بيزنطى

وقد كان الجيش العربي جيد التجهيز، حسب المصادر العربية التي أفادت أن كميات هائلة من الإمدادات تراكمت في معسكرهم، وحتى قد جلبت محاصيل القمح لزرع وحصاد العام المقبل. فشلت البحرية العربية في حصار المدينة، ومع ذلك، يعني أن البيزنطيين أيضا يمكن أن ينجحوا في نقل الإمدادات. وكان الجيش العربي قد دمر بالفعل الضواحى التراقية خلال مسيرته، حيث كان لا يمكن الاعتماد عليها كى تستخدم علفا، وكان الأسطول العربي والجيش العربي الثاني، الذي يعمل في الضواحي الآسيوية في القسطنطينية، قادرا على جلب إمداداتا محدودة لجيش مسلمة. وحيث إقترب الحصار من فصل الشتاء، فتحت المفاوضات بين الجانبين، وذكر على نطاق واسع من مصادر عربية ولكن تم تجاهلها من قبل المؤرخين البيزنطيين. ووفقا للمصادر العربية، واصل ليو لعب لعبة مزدوجة مع العرب. يدعي مصدر واحد أنه قد غرر بمسلمة وأدى إلى تسليم معظم إمدادات الحبوب له، في حين مصادر أخرى تقول أن القائد العربي كان قد إقتنع بحرقها تماما، وذلك حتى يرى سكان المدينة أنهم يواجهون هجوما وشيكا كى يحملهم ذلك على الاستسلام. كان شتاء عام 718 قاسيا للغاية. غطت الثلوج الأرض لأكثر من ثلاثة أشهر. وكما تناقصت الإمدادات في المعسكر العربي، اندلعت مجاعة رهيبة حيث أضحى الجنود يأكلون خيولهم والجمال، وغيرها من الماشية، ولحاء وأوراق وجذور الأشجار. وقد أزالوا الثلوج من الحقول التي زرعوها لتناول البراعم الخضراء، ويقال أنهم لجأوا إلى أكل لحوم البشر وأكل البراز الخاص بهم. ونتيجة لذلك، دمر الجيش العربي من جراء الأوبئة. مع مبالغة كبيرة، المؤرخين اللومباردي بولس الشماس ذكر أن عدد موتاهم من الجوع والمرض قد بلغ 300,000 

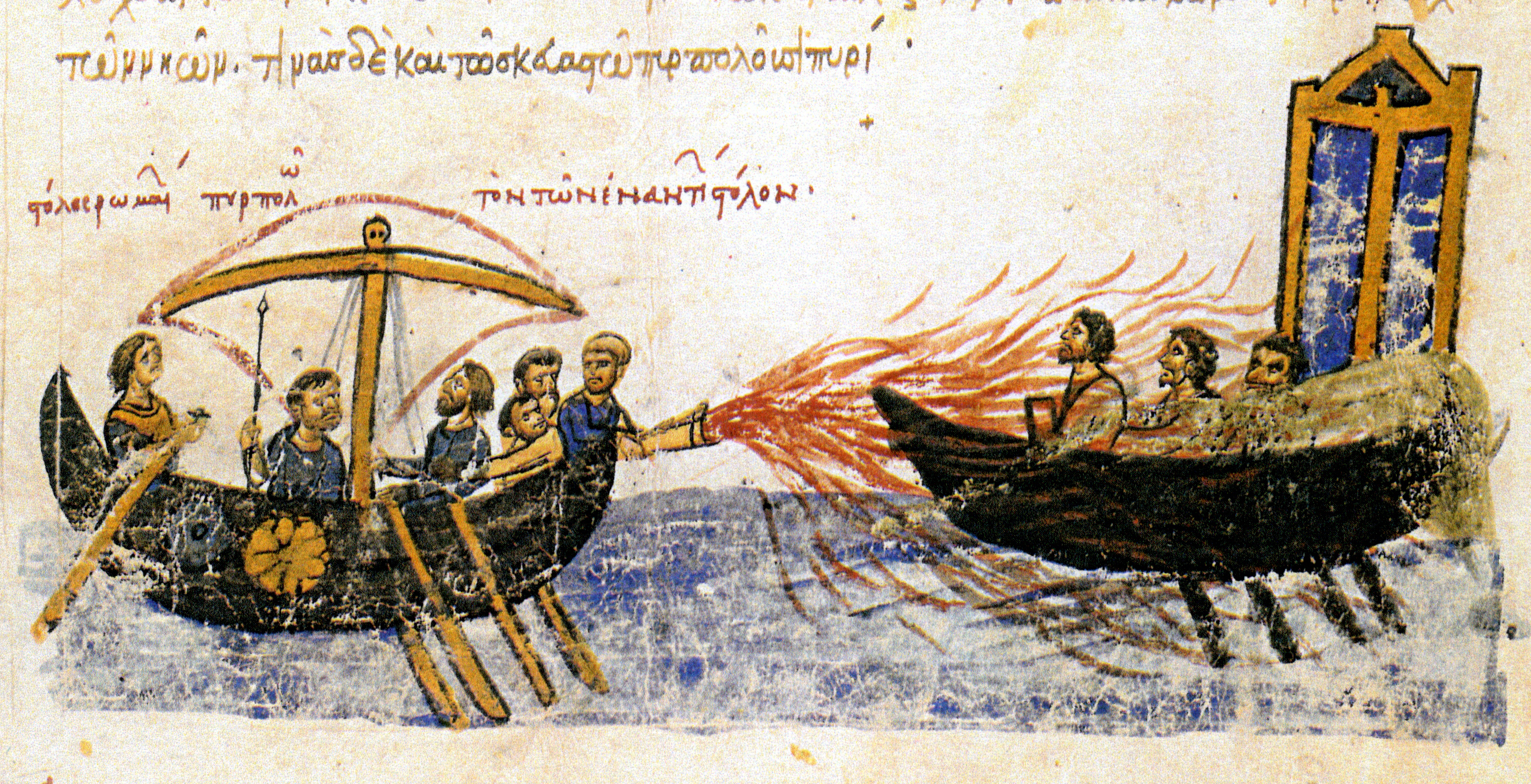
تصوير لاستخدام مصغرة النار الإغريقية ، من تذهيب مدريد سكايليتزس الوضع

 بدا في التحسن في فصل الربيع عندما أرسل الخليفة عمر بن عبد العزيز (ص 717-720)، أسطولين جديدين لمساعدة المحاصرين ': 400 سفينة من مصر في ظل قائد اسمه سفيان و360 سفينة من أفريقيا تحت قيادة يزيد، كل السفن كانت محملة بالامدادات والأسلحة. وفي الوقت نفسه، بدأ جيش جديد يسير عبر آسيا الصغرى للمساعدة في الحصار، وعندما وصلت الأساطيل الجديدة إلى بحر مرمرة، أبقت على مسافة من البيزنطيين ورست على الشاطئ الآسيوي. كان المصريون في خليج نيقوميديا قرب حي توزلا والأفارقة جنوب خلقيدونية (في Satyros، بريان وكارتال إيمان).كانت معظم طواقم الأساطيل العربية تتألف من مسيحيين مصريين، ومع ذلك، فهم قد بدأوا ينضمون إلى البيزنطيين عند وصولهم.حيث قد تم إخطارهم من قبل المصريين عند قدومهم وجهزوا للتصرف حيال التعزيزات العربية. وأطلق ليو أسطوله في هجوم ضد الأساطيل العربية الجديدة.التي تعثرت بسبب انشقاق طواقمها، وعاجزة ضد النار الإغريقية، تم تدمير السفن العربية أو الإمساك بها جنبا إلى جنب مع الأسلحة والإمدادات التي كانوا يحملونها. كانت القسطنطينية الآن في مأمن من أي هجوم بحري. على الأرض أيضا كان النصر حليف البيزنطيين: تمكنت القوات من كسر الجيش العربي المتقدم في ظل قائد اسمه مارداسان نتيجة لكمين وتدميره في التلال المحيطة بصبنجة، جنوب نيقوميديا.
القسطنطينية يمكنها الآن تلقى الامدادات بسهولة عن طريق البحر، وذهب الصيادين في المدينة مرة أخرى إلى البحر، كما أن الأسطول العربي لم يبحر مرة أخرى.حيث لا يزال يعاني من الجوع والأوبئة، خسر العرب معركة كبرى ضد البلغار، الذين قتل، وفقا لثيوفانيس، 22,000. ومن غير الواضح بعد ما إذا كانت البلغار هاجموا معسكر العربي بسبب معاهدة مع ليو أو ما إذا كان العرب قد ضلوا في الأراضي البلغارية بحثا عن إمدادات، كما ذكرت مصادر سريانية تسلسل زمني 846 . يذكر ميخائيل السرياني أن البلغار قد شاركوا في الحصار من البداية، مع هجمات ضد العرب وهم يسيرون إلى تراقيا وفي وقت لاحق على مخيمهم، ولكن هذا لا تؤيدها مصادر في أماكن أخرى. ان الحصار فشل بشكل واضح، وأرسل الخليفة عمر أوامر إلى مسلمة على التراجع. بعد ثلاثة عشر شهرا من الحصار، في 15 آب 718، غادر العرب.وكان التاريخ يتزامن مع عيد رقاد والدة الإله (العذراء مريم)، التي إليها أرجع البيزنطيين انتصارهم.حيث لم يتم أعاقة العرب المنسحبين أو الاعتداء عليهم لدى عودتهم، لكن خسر أسطولهم المزيد من السفن من جراء عاصفة في بحر مرمرة بينما إشتعلت السفن الأخرى بسبب رماد من بركان سانتوريني، وتم أسر بعض الناجين من قبل البيزنطيين، وادعى ثيوفانيس أن خمسة سفن فقط وجدت طريقها للعودة إلى سوريا. وتدعي مصادر عربية أن 150,000 من المسلمين لقوا حتفهم أثناء الحملة، وهو الرقم الذي، وفقا للبيزنطي جون هالدون «، في حين أنه مبالغ فيه بالتأكيد، مع ذلك يعد مؤشرا على ضخامة الكارثة في مفاهيم العصور الوسطى».

## مساعدة البلغار للقسطنطينية
لما ضيق مسلمة ابن عبد الملك بمحاصرته على أهل القسطنطينية، وتتبع المسالك واستحوذ على ما هنالك من الممالك، كتب اليون ملك الروم إلى ملك البرجان يستنصره على مسلمة، ويقول له: ليس لهم همة الا في الدعوة إلى دينهم، الاقرب منهم فالاقرب، وانهم متى فرغوا مني خلصوا إليك، فمهما كنت صانعاً حينئذ فاصنعه الآن، فعند ذلك شرع لعنه الله في المكر والخديعة، فكتب إلى مسلمة يقول له: ان اليون كتب اليّ يستنصرني عليك، وانا معك فمرني لما شئت. فكتب إليه مسلمة: اني لا اريد منك رجالاً ولا عدداً، ولكن ارسل الينا بالميرة فقد قلَّ ما عندنا من الازواد. فكتب إليه: اني قد ارسلت إليك بسوق عظيمة إلى مكان كذا وكذا، فارسل من يتسلمها ويشتري منها. فاذن مسلمة لمن شاء من الجيش ان يذهب إلى هناك فيشتري له ما يحتاج إليه، فذهب خلق كثير فوجدوا هنالك سوقاً هائلةً، فيها من أنواع البضائع الامتعة والاطعمة، فاقبلوا يشترون، واشتغلوا بذلك، ولا يشعرون بما ارصد لهم الخبيث من الكمائن بين تلك الجبال التي هنالك، فخرجوا عليهم بغتة واحدة فقتلوا خلقاً كثيراً من المسلمين واسروا اخرين، وما رجع إلى مسلمة الا القليل منهم، وتقول المراجع اليونانية بأن قتلى المسلمين من تلك العملية ما بين 12,000-15,000 رجل، فكتب مسلمة بذلك إلى اخيه سليمان يخبره بما وقع من ذلك، فارسل جيشاً كثيفاً صحبة شراحيل بن عبيدة هذا، وامرهم ان يعبروا خليج القسطنطينية اولاً فيقاتلوا ملك البرجان، ثم يعودوا إلى مسلمة، فذهبوا إلى بلاد البرجان وقطعوا إليهم تلك الخلجان، فاقتتلوا معهم قتالاً شديداً، فهزمهم المسلمون باذن الله، وقتلوا منهم مقتلة عظيمة، وسبوا واسروا خلقاً كثيراً، وخلصوا اسرى المسلمين، ثم تحيزوا إلى مسلمة فكانوا عنده حتى استقدم الجميع عمر بن عبد العزيز خوفاً عليهم من غائلة الروم وبلادهم، ومن ضيق العيش، وقد كان لهم قبل ذلك مدة طويلة.

## شتاء القسطنطينية
وماكاد يمضي ستة شهور على دخول ليو إلى القسطنطينية (25 مارس 717)، أي في سبتمبر من نفس العام حتى تحرك المسلمون من برجاموس نحو الشمال، فبلغوا ابيدوس الواقعة على بوغاز الدردنيل، ولما عبروا الشاطئ الأوربي، وجدوا انفسهم أمام أسوار القسطنطينية، وفي الوقت نفسه كان الإسطول البحري يجتاز الدردنيل وبحر مرمرة محاصرا المدينة جهة البحر. واستمات إليون (ليو الثالث) بالدفاع عن المدينة، إذ أغلق مداخل البوسفور بسلسلة ضخمة من الحديد وشحن الجنود على الأسوار لمنع المسلمين من اقتحامها. وقد عمل مسلمة بيوتا من خشب أمضى بها الشتاء، غير أن برد الشتاء بلغ من القسوة والشدة ماعانى منه المسلمون كثيرا من الجوع والأمراض، حتى أنهم أكلوا الجمال والخيول والبغال. وأيضا محاولة إليون مفاوضة البلغار، فهاجموا المسلمين الذين حاصروا المدينة من الجانب الأوربي، وردوهم عنها، وما سببته النيران الإغريقية من خسائر فادحة بالإسطول. وزاد الأمر سوءا تواطؤ البحارة المسيحيين الذين يعملون بالإسطول الإسلامي مع البيزنطيين، وقد هرب معظمهم. وقد وصلت إمدادات من مصر حوالي 400 سفينة ومن أفريقية 360 سفينة خلال ربيع من عام 718/ 99 هـ، ولكن ذلك لم يغير من مجريات الحرب، وظلت أسوار المدينة مستعصية على المسلمين. فترتبت تلك العوامل على تراجع الإسطول الإسلامي نحو الجنوب، وفي أثناء تراجعه صادفته عواصف شديدة، فتحطمت سفن عديدة ونفذت أقوات الجند، مما أدى إلى اضطرار المسلمين إلى رفع الحصار والعودة إلى الشام في أغسطس عام 718.